# غريس هندرسون
غريس هندرسون (بالإنجليزية: Grace Henderson)‏ (و. 1861 – 1944 م) هي ممثلة، وممثلة مسرحية، من الولايات المتحدة الأمريكية، ولدت في آن آربر، ميشيغان، توفيت في مدينة نيويورك، عن عمر يناهز 83 عاماً.

## وصلات خارجية
- غريس هندرسون على موقع IMDb (الإنجليزية)
- غريس هندرسون على موقع أول موفي (الإنجليزية)
- غريس هندرسون على موقع قاعدة بيانات برودواي على الإنترنت (الإنجليزية)
- غريس هندرسون على موقع قاعدة بيانات الأفلام السويدية (السويدية)
- غريس هندرسون على موقع قاعدة بيانات الفيلم (الإنجليزية)
- غريس هندرسون على موقع كينوبويسك (الروسية)